# Brown's Chicken & Pasta
A Brown's Chicken & Pasta, também conhecida simplesmente como Brown's Chicken, é uma cadeia de restaurantes de fast food especializada em frango frito. Sua sede está localizada na Região Metropolitana de Chicago.

## História
A cadeia tem suas origens em 1949, quando John e Belva Brown abriram um restaurante em Bridgeview, Illinois. A Brown's expandiu-se para vários locais nos Estados Unidos na década de 1970. Na década de 1980, as massas foram adicionadas ao cardápio e, por fim, ao nome da empresa. Na década de 1990, uma grelha tradicional chamada “The Chicago Way” foi adicionada a todos os restaurantes Brown's. Depois de 2005, a empresa contratou seus locais exclusivamente na Região Metropolitana de Chicago. O ex-presidente da empresa, Frank Portillo, é irmão de Dick Portillo, fundador e ex-proprietário do The Portillo Restaurant Group, que foi vendido para a Berkshire Partners em 2014. De acordo com o site da empresa, há 22 restaurantes em 2024.

## Massacre do Brown's Chicken
Em 8 de janeiro de 1993, ocorreu o massacre da Brown's Chicken em uma filial de Palatine, Illinois. Sete pessoas foram mortas, incluindo os dois proprietários e cinco funcionários, todos encontrados amarrados no freezer. Em 2002, James Degorski e Juan Luna foram presos pelos assassinatos. Em maio de 2007, Luna foi condenado por sua participação nos assassinatos e sentenciado à prisão perpétua. Em 28 de setembro de 2009, James Degorski foi considerado culpado pelos assassinatos. O massacre teve um efeito adverso em toda a cadeia Brown's Chicken. As vendas em todos os restaurantes caíram 35% nos meses seguintes ao incidente, e a empresa acabou fechando 100 restaurantes na área de Chicago.